# Киев Киберспорт Арена
«Киев Киберспорт Арена» — открытый в 2010 году киевский компьютерный центр, в котором проводятся киберспортивные соревнования высшего уровня.

## Открытие клуба
Компьютерный центр «Киев Киберспорт Арена» открыт в Киеве 17 апреля 2010 года. Площадь клуба составляет 1500 м², что делает его крупнейшим на Украине. В главном зале находится сцена для LAN-турниров с десятью компьютерами (для командных поединков) и большим экраном. Также в состав клуба входят бар, зона отдыха с Wi-Fi и магазин для геймеров.
В день открытия клуба в нём прошёл турнир по Counter-Strike Arbalet Arena Female Cup среди женских команд.

## Турниры
Задолго до открытия клуба было анонсировано проведение в нём шоу-матча с участием лучших мировых команд по Counter-Strike Arbalet Cup Best of Four. Победителем стала украинская команда Natus Vincere, выигрывшая в 2010 году три чемпионата мира по версиям WCG, IEM и ESWC.
С момента открытия клуба в нём состоялось несколько крупных киберспортивных турниров с участием прогеймеров из стран СНГ, включая последние четыре турнира серии ASUS Open: ASUS Cup Summer 2010, ASUS Cup Autumn 2010, ASUS Cup Winter 2011 и ASUS Cup Spring 2011.
В октябре 2010 года было объявлено о том, что «Киев Киберспорт Арена» впервые примет финальную часть чемпионата мира по Counter-Strike IEM European Finals (предыдущие финалы неизменно проходили в Германии). Менеджер турнира Michal «Carmac» Blicharz заявил, что киевский клуб обладает всеми удобствами, необходимыми для того, чтобы стать Меккой европейского киберспорта. Турнир проходил с 20 по 23 января 2011 года. Победила команда fnatic.
В 2012 году в рамках 2012 StarCraft II World Championship Series в Киев Киберспорт Арене прошли чемпионаты России и Украины по StarCraft II.